# Jane Myddelton
Jane Myddelton, född 1645, död 1692, var en engelsk adelskvinna. Hon stod modell som en av Peter Lelys berömda Windsor Beauties.